# Cephalaria duzceensis
Cephalaria duzceensis är en tvåhjärtbladig växtart som beskrevs av N.Aksoy, Göktürk. Cephalaria duzceensis ingår i släktet jätteväddar, och familjen Dipsacaceae. Inga underarter finns listade i Catalogue of Life.